# Liondent des montagnes
Scorzoneroides montana
Espèce
Le Liondent des montagnes (Scorzoneroides montana) est une espèce de plantes à fleurs de la famille des Astéracées.